# Station Zesławice
Station Zesławice is een spoorwegstation in de Poolse plaats Zesławice.